# Sulcia cretica
Sulcia cretica là một loài nhện trong họ Leptonetidae.
Loài này thuộc chi Sulcia. Sulcia cretica được L. Fage miêu tả năm 1945.